# Dark Clown
 (novembre 2020).
Pour plus de détails, voir Fiche technique et Distribution.
Dark Clown est un film britannico-irlandais réalisé par Conor McMahon, sorti en 2012.

## Synopsis
Un clown lubrique trouve la mort durant un anniversaire organisé pour des enfants. Des années après sa mort, il revient d'entre les morts avec un seul but, se venger des responsables de sa mort dans un spectacle sanglant.

## Fiche technique
- Titre original : Stitches
- Titre français : Dark Clown
- Titre Québécois : À mourir de rire/ Le clown maléfique (Frissons TV)
- Scénarios : Conor McMahon, David O'Brien
- Société de production : Fantastic Films
- Distribution : MPI Media Group, Irish Film Board
- Musique : Paul McDonnel
- Pays d’origine :  Royaume-Uni,  Irlande
- Langue : anglais
- Genre : Comédie horrifique
- Durée : 86 minutes
- Dates de sortie : 
  - France : 19 mai 2012 (festival de Cannes)
  - Royaume-Uni, Irlande : 26 octobre 2012
  - France : 6 mai 2014 VàD
- Interdit aux moins de 16 ans

## Distribution
- Tommy Knight (VF : Michaël Cermeno) : Tom
- Ross Noble (en) (VF : Michel Barrio) : Richard « Stitches » Grindle
- Gemma-Leah Devereux (en) (VF : Sophie O) : Kate
- Shane Murray Corcoran (VF : Thomas Aussenac) : Vinny
- Thommas Kane Byrne (VF : Julien Sainte-Marthe) : Bulger
- Eoghan McQuinn (VF : Abel-Antoine Vial) : Richie
- Roisin Barron (VF : Caroline Lemaire) : Sarah
- Hugh Mulhern (VF : Olivier Valiente) : Paul
- Tommy Cullen (VF : Philippe Marchal) : Dan

Version française dirigée par Sylvie Santelli au studio Audioprojects (Barcelone), d'après une adaptation des dialogues de Céline Lemoine.